# Bogdan Vătăjelu
Bogdan Vătăjelu (Râmnicu Vâlcea, 24 de abril de 1993) es un futbolista rumano que juega en la demarcación de lateral izquierdo para el FC Aktobe de la Liga Premier de Kazajistán.

## Selección nacional
Tras jugar en varias categorías inferiores de la selección, finalmente hizo su debut con la selección de fútbol de Rumania el 17 de noviembre de 2022 en un encuentro amistoso contra Eslovenia que finalizó con un resultado de 1-2 a favor del combinado esloveno tras el gol de Denis Drăguș para Rumania, y de Benjamin Šeško y Andraž Šporar para el combinado esloveno.

## Clubes
| Club                     | País            | Año       | Partidos | Goles |
| ------------------------ | --------------- | --------- | -------- | ----- |
| FC Steaua II București   | Rumania         | 2009-2011 | 35       | 0     |
| SCM Râmnicu Vâlcea       | Rumania         | 2011-2013 | 44       | 1     |
| CS Sportul Snagov        | Rumania         | 2013      | 14       | 0     |
| CS Universitatea Craiova | Rumania         | 2014-2016 | 111      | 8     |
| AC Sparta Praga          | República Checa | 2017-2019 | 39       | 1     |
| FK Jablonec (cedido)     | República Checa | 2019      | 14       | 2     |
| CS Universitatea Craiova | Rumania         | 2019-2023 | 125      | 5     |
| Universitatea Cluj       | Rumania         | 2023-2024 | 25       | 0     |
| FC Aktobe                | Kazajistán      | 2024-     | 9        | 0     |

## Palmarés

### Títulos nacionales
| Título               | Club                     | País       | Año  |
| -------------------- | ------------------------ | ---------- | ---- |
| Copa de Rumania      | CS Universitatea Craiova | Rumania    | 2021 |
| Supercopa de Rumania | CS Universitatea Craiova | Rumania    | 2021 |
| Copa de Kazajistán   | F. C. Aktobe             | Kazajistán | 2024 |